# Nessa Devil
Nessa Devil, de son vrai nom Nikola Jirásková, née le 9 décembre 1988 à Ostrava en Tchécoslovaquie, est une actrice tchèque de films pornographiques.

## Carrière
Elle a fait sa première apparition dans les castings Pierre Woodman. En 2007, à l’âge de 18 ans, elle signe son premier contrat avec Woodman Entertainment. Elle apparaît dans de nombreux genres de films pornographiques, comme des scènes en solo (masturbation avec ou sans jouet sexuel), des scènes soft, du sexe vaginal et anal ainsi que de l'ondinisme.
Son rôle le plus remarqué est dans Drunk Sex Orgy (2010), avec des scènes nommées pour les AVN Awards dans la catégorie « meilleure orgie / gang bang ». Elle a été reconnue par la presse espagnole comme une des nouvelles superstars de l'industrie pornographique,.

## Filmographie
- 2011 : Drunk Sex-Orgy: Reiss Mich Auf!
- 2011 : Orgasmatics, Power Dildo 1
- 2011 : Orgasmatics, Power Dildo 2
- 2011 : Slime Wave 8
- 2010 : Drunk Sex Orgy: Club Cunts
- 2010 : Drunk Sex Orgy: Fashion Freaks
- 2010 : Barcelona Chic
- 2010 : Drunk Sex Orgy: Pornstar Flirt
- 2010 : Drunk Sex Orgy: Winter Wonderbang
- 2010 : Fuck V.I.P.: Luxury
- 2010 : Psycho Love 2
- 2010 : Real Naughty Couples 5
- 2009 : Pink Lovers
- 2009 : Drunk Sex Orgy: White Sensation
- 2009 : Me and My Sybian 2
- 2009 : Rocco Ravishes the Czech Republic
- 2008 : Les Angels
- 2008 : Athlitries, sex & dopa
- 2008 : Drunk Sex Orgy: All-Night Love Lounge
- 2008 : Sex Carnage 1
- 2008 : Teeny Test 2
- 2007 : The Perfectionist